# Suisei no Gargantia
Suisei no Gargantia (jap. 翠星のガルガンティア, Suisei no Garugantia, wörtlich: „Gargantia des grünen Sterns“, engl. Untertitel: Gargantia on the Verdurous Planet) ist eine japanische Anime-Fernsehserie.

## Handlung
In einer weit entfernten Zukunft lebt die Menschheit mit etwa 500 Millionen Menschen im Weltraum und streitet in einen scheinbar niemals endenden Kampf gegen Außerirdische namens Hideauze. Der 16-jährige Ledo (レド, Redo) ist Mechapilot und steht schon sein ganzes Leben im Dienste des Militärs und kurz davor für seine Verdienste die Bürgerrechte zu erhalten. Mit einer neuen Waffe versuchen die Streitkräfte erneut den Hideauze beizukommen, was jedoch misslingt. Beim Rückzug schafft es Ledo nicht mehr rechtzeitig in das Trägerschiff, das durch ein Wurmloch flieht. Stattdessen wird er durch das Wurmloch an einen unbekannten Ort gebracht. Nach sechs Monaten im Kälteschlaf wird er von seinem Computer Chamber aufgeweckt und findet sich in seinem Mecha an Bord eines unbekannten Schiffs, das von Menschen etwa auf dem technischen Stand des 20. Jahrhunderts besiedelt ist, deren Sprache er nicht kennt, woraufhin er annimmt, sie seien ein „wandernder Stamm“. Als er seinen Mecha zur Erkundung verlässt, wird er ertappt und nimmt die 15-jährige Amy (エイミー, Eimī) als Geisel. Zu seiner Verwunderung bemerkt er, dass das Schiff weder Schutz vor Strahlung, noch vor dem Vakuum besitzt, bis er schließlich entsetzt erkennt, dass das Schiff ein Wasserschiff ist und er sich auf einem bewohnbaren Planeten befindet, den sein Computer als Erde bezeichnet, jenem Geburtsort der Menschheit, der nach seinen Aufzeichnungen ein unbewohnbarer Eisplanet sein sollte.
Er entschließt sich zum Dialog, wobei sich Amy als Kontaktperson anbietet. Sie erzählt ihm, dass die Erde zwar früher vereist war – und Menschen zu den Sternen flohen – allerdings auftaute und nun ganz von Wasser bedeckt ist. Die Menschen leben in Konvois von Schiffen, die zu einer Einheit verbunden sind – wie der Gargantia auf der sie sich befinden – und folgen der „Milchstraße“. Damit werden die sich über Tausende Kilometer erstreckenden Bänder von im Ozean lebenden Mikroben bezeichnet, die Elektrizität abgeben, die so stark ist, dass es zu Gewittern von der Meeresoberfläche in den Himmel kommen kann.
In der Zwischenzeit sendet Ridget (リジット, Rijitto), die rechte Hand des Kommandanten Fairlock (フェアロック, Fearokku), die Bergungsspezialistin Bellows (ベローズ, Berōzu) zu jener Stelle, an der sie zuvor Ledos Mecha geborgen hatten, um weitere Hochtechnologie zu suchen. Bellows’ Schiff wird von einer Gruppe von Piratenschiffen angegriffen, woraufhin Amy Ledo um Hilfe bittet. Die Gargantia sieht mit Schrecken, wie Ledo mit seinem Mecha binnen Sekunden bei den Piraten ein Inferno anrichtet, so wie er es von seinen Kämpfen gegen die Hideauze gewohnt ist.
Hatte er gehofft, durch seine Hilfe die Beziehungen zu verbessern, wird nun an Bord der Gargantia diskutiert, wie mit Ledo verfahren werden soll, da er in doppelter Hinsicht eine große Gefahr für den Konvoi darstellt: einerseits durch seine technische Überlegenheit und anderseits, weil nun die Piraten unter der Piratenkönigin Lukkage (ラケージ, Rakēji) auf Rache sinnen. Durch die Vermittlung Bellows’, die ihm zudem erklärt das Töten auch von Gegnern nur die letzte Wahl sein sollte, wird entschieden Ledo zu vertrauen. Es kommt zum Kampf zwischen der Gargantia und der überlegenen Piratenflotte, wobei Lukkage mit ihrem Mecha persönlich einen Überraschungsangriff auf das Kommandozentrum der Gargantia startet, der jedoch durch Ledo zurückgeschlagen werden kann. Daraufhin fliehen auch die restlichen Piraten.　Nach diesem erfolgreich durchgeführten Kampf schließt sich Ledo Bellows’ Bergungsteam an. Bei einer Bergungsaktion signalisiert ihm Chamber, dass sich ein Hideauze nähert. In Ledo erwachen sofort seine alten Gewohnheiten und er tötet das Wesen, das Bellows als „Wal-Tintenfisch“ (クジライカ, Kujira-ika) bezeichnet. Zurück auf der Gargantia sind die Leute aufgebracht, denn die Wal-Tintenfische werden einerseits verehrt, aber auch gefürchtet, was Ledo noch mehr von der Crew entfremdet. Der Bergungsspezialist Pinion (ピニオン) hingegen zeigt sich hocherfreut, da er noch eine Rechnung mit den Wal-Tintenfischen, die seinen Bruder töteten, offen hatte und er kann den Schiffsbesitzer Flange (フランジ, Furanji) für seine Sache gewinnen, tief in das von Wal-Tintenfischen kontrollierte Gebiet einzudringen, wo Ledo diese töten, Pinion neue Technologien bergen und damit Geld verdienen und Flange diese für den zivilisatorischen Fortschritt nutzen kann.
Wäre der Verlust von Flanges Schiffen für die Gargantia noch nicht schlimm genug, erliegt der alternde Kommandant einem Herzinfarkt, gibt aber vorher seinen Schlüssel und das Kommando an Ridget. Währenddessen nimmt Ledo an einer Bergungsoperation von Pinion in einem Wal-Tintenfisch-Nest teil, wo er alle Wal-Tintenfische umbringt, einschließlich deren Larven, die menschlichen Föten ähneln. In dem Nest, einer „antike“ Forschungseinrichtung, findet er fragmentarische historische Nachrichtensendungen. Chamber weigert sich erst diese abzuspielen, da sie von der Allianz als geheim eingestufte Informationen beinhalten, die der offiziellen Allianzgeschichtsschreibung widersprechen, bis Ledo ihn darauf hinweist, dass er der höchstrangige, weil einzige Allianzsoldat in der Region ist. Als die Menschheit auf eine neue Eiszeit zusteuerte und dabei an Lebensraum verlor, plante sie in den Weltraum überzusiedeln. Dabei entstand eine Bewegung, die für Selbstevolution plädierte, d. h. der Anpassung des menschlichen Erbguts an das Leben im Wasser und im Weltraum ohne technische Hilfsmittel. Die Anhänger dieser Bewegung wurden Evolver (イボルバー, Iborubā) genannt. Ihr gegenüber stand der Teil der Menschheit, der derartige Menschenexperimente als bioethisch unverantwortlich ablehnten, sodass die Nationen im wesentlich in zwei Lager zerfielen. Die Kontinentalunion tat sich dabei als prominentester Gegner der Evolver hervor, auch da diese ein eigenes weit fortgeschrittenes Weltraumprogramm betrieb. All diese führte schließlich zu einem erbitterten Krieg zwischen beiden Parteien. Die auf der Erde verbliebenen modifizierten Menschen bilden die Wal-Tintenfische, während diejenigen, die in den Weltraum auswanderten und sich weiter veränderten, um den Waffen der Kontinentalunion/Allianz entgegentreten zu können, zu den Hideauze wurden. Als Ledo dies erfährt fällt er in eine Sinnkrise.
In diesem Moment erhält er eine Nachricht von seinem Vorgesetzten Kugel (クーゲル, Kūgeru), der ihn bittet sich ihm anzuschließen, was Ledo akzeptiert. Auch Kugel landete durch das Wurmloch auf der Erde. Anstatt jedoch wie Ledo zu versuchen, sich einzugliedern, nutzte er seine Überlegenheit, ließ sich von einem Schiffskonvoi als Gott verehren und formte dessen Gesellschaft in eine um, die der Allianz entspricht und die nur auf Kosten-Nutzen Überlegungen basiert und in der alte Menschen ins Meer entsorgt werden. Sein Ziel ist es militärisch die Menschheit der Erde zu vereinen als Verbündeter gegen die Hideauze. Zuerst lässt Kugel Flanges Schiffe übernehmen und Kurs auf die Gargantia setzen, die er angreift. Auch Lukkage musste sich Kugel unterordnen und sieht jetzt ihre Gelegenheit wieder ihre Freiheit zu bekommen, in dem sie Pinion, dessen Postenzuweisung ihm Zugriff auf geborgene Waffen gibt, und Ledo einweiht eine Rebellion zu planen. Beim Kampf zwischen Ledo und Kugel entdeckt Ledo, dass Kugel bereits tot ist und stattdessen Mecha Striker für alles verantwortlich ist. Es kommt zum Kampf zwischen Ledo bzw. Chamber und Striker, wobei Striker Chamber zu überzeugen versucht, aber Chamber Strikers Ansichten als unlogisch zurückweist, da sie zur Unterstützung und nicht zur Herrschaft der Menschen geschaffen wurden. Ledo begreift, dass er Striker nur durch Selbstopferung und durch Überladung des Reaktors besiegen kann. Kurzerhand erklärt Chamber ihn für psychisch ungeeignet zum Weiterkämpfen, löst den Schleudersitz aus und überlädt seinen Reaktor. Auch der Kampf zwischen der Gargantia und Kugels Konvoi verläuft fürs Erste positiv, einerseits durch Lukkages Unterstützung und andererseits weil Ridget erfährt, dass Gargantia tatsächlich der Name eines Orbital-Massenbeschleunigers ist, der für den Aussichtsturm der Flotte gehalten wurde und der jetzt zum Bombardement von Kugels Flotte genutzt wird. Diese gibt schließlich auf, als sie sehen, dass ihr „Gott“ Kugel explodiert ist.
Die Serie endet damit, dass Ledo fortan mit Amy auf der Gargantia lebt.

## Veröffentlichung
Die Produktion der Serie wurde im Magazin Newtype Ace Vol. 16 vom 10. Dezember 2012 bekanntgegeben. Das Konzept zur Serie stammt vom Regisseur Kazuya Murata und dem Skriptschreiber Gen Urobuchi, wobei die Animationen durch Production I.G ausgeführt wurden. Der Animationsregisseur Masako Tashiro erstellte auch das endgültige Character Design basierend auf den Entwürfen von Hanaharu Naruko.
Die Erstausstrahlung der 13 Folgen erfolgte vom 7. April bis 30. Juni 2013 auf Tokyo MX im Großraum Tokio, gefolgt von mit bis zu drei Tagen Versatz auch Yomiuri TV in der Region Kinki, Chūkyō TV im Großraum Nagoya, sowie landesweit per Satellit auf BS11.
Parallel zur Ausstrahlung wird auf der Website die Bonusfilmreihe Petit Gargantia (ぷちっとがるがんてぃあ, Puchitto Garugantia) unter der Regie von Minoru Ashina veröffentlicht. Nach der Fernsehausstrahlung wird dabei je eine neue Folge mit den Figuren im SD-Stil veröffentlicht, die Hintergrundinformationen zur Serienhandlung bietet.
Suisei no Gargantia wurde mit englischen Untertiteln etwa zeitgleich zur japanischen Erstausstrahlung auf Crunchyroll in den USA, Kanada, Vereinigtes Königreich, Irland, Australien, Neuseeland, Südafrika, Skandinavien, Dänemark, Spanien, Portugal, Brasilien und der Türkei gestreamt.
Auf der Anime Contents Expo vom 30./31. März 2013 wurden zuvor 8000 Kopien einer Blu-Ray mit den ersten beiden Folgen verteilt. Die Serie erscheint ab 26. Juli 2013 auf Blu-Ray mit je vier Folgen pro Disc sowie je einer Bonusfolge. Die Folgen wurden vom 28. August bis 25. Oktober auf drei Blu-rays veröffentlicht, wobei auf der ersten und dritten zwei zusätzliche Folgen enthalten waren. Die erste Blu-ray verkaufte sich in der ersten Woche 8956-mal, womit sie Platz 7 der Animecharts erreichte, die zweite in der ersten Woche 8129-mal (Platz 8) und die dritte 7823-mal (Platz 6).
Im Oktober 2013 wurde die Produktion einer zweiten Staffel bekanntgegeben. Diese soll im Herbst 2014 als zweiteilige OVA erscheinen.

### Musik
Der Soundtrack zur Serie stammt von Tarō Iwashiro. Für den Vorspann wird Kono Sekai wa Bokura o Matte Ita (この世界は僕らを待っていた, „diese Welt hat auf uns gewartet“) verwendet, komponiert von Tomohiro Nakatsuchi der Band Remark Spirits, getextet von Aki Hata und gesungen von Minori Chihara. Für den Abspann kam wiederum Sora to Kimi no Message (空とキミのメッセージ, Sora to Kimi no Messēji, „der Himmel und deine Nachricht“) zum Einsatz, komponiert von Kana Yabuki, getextet von Saori Kodama und gesungen von ChouCho.

### Synchronisation
| Rolle   | japanischer Sprecher (Seiyū) |
| ------- | ---------------------------- |
| Ledo    | Kaito Ishikawa               |
| Amy     | Hisako Kanemoto              |
| Chamber | Tomokazu Sugita              |
| Bellows | Shizuka Itō                  |
| Ridget  | Sayaka Ohara                 |
| Pinion  | Katsuyuki Konishi            |
| Lukkage | Ayumi Tsunematsu             |
| Kugel   | Yūki Ono                     |
| Striker | Ayumi Fujimura               |
| Saaya   | Ai Kayano                    |
| Melty   | Kana Asumi                   |

## Adaptionen

### Manga
Im Magazin Newtype Ace Vol. 16 vom 10. Dezember 2012 erschien mit der Ankündigung der Animeserie ein Pilotkapitel namens Suisei no Gargantia: Uchū kara no Hōmonsha (翠星のガルガンティア 宇宙からの訪問者) gezeichnet von Taishirō Tanimura. In der Folgeausgabe vom 10. Januar 2013 erschien dann das erste Kapitel der regulären Manga-Adaption. Diese wird gezeichnet von Wataru Mitogawa. Die Kapitel wurden in bisher (Stand: März 2014) drei Sammelbänden (Tankōbon) zusammengefasst, die am 10. April 2013 (ISBN 978-4-04-120677-5), 10. September 2013 (ISBN 978-4-04-120850-2) und 10. März 2014 (ISBN 978-4-04-121068-0) erschienen.
Bei Kadokawas Webmanga-Magazin Famitsū Comic Clear erscheint der Spin-off Suisei no Gargantia: Mizuhana no Bellows (翠星のガルガンティア　水端のベローズ) mit der Figur Bellows als Protagonistin. Dieser wird von Shū gezeichnet. Am 15. Februar 2014 erschien der erste Sammelband (ISBN 978-4-04-729409-7).

### Romane
Ebenso wurde von Nitroplus, dem Arbeitgeber Gen Urobuchis, ein Roman namens Suisei no Gargantia: Shōnen to Kyōjin (翠星のガルガンティア　少年と巨人) am 20. Mai 2013 veröffentlicht, der von Norimitsu Kaihō geschrieben wurde. Eine Neuauflage namens Suisei no Gargantia Gaiden: Shōnen to Kyōjin (翠星のガルガンティア　外伝・少年と巨人) die auch im regulären Buchhandel erhältlich ist, erschien am 30. November 2013 (ISBN 978-4-04-729298-7) bei Kadokawas Imprint Famitsū Bunko.
Bei Famitsū Bunko erschien zudem eine Romanreihe von Daishirō Tanimura mit Illustrationen von Akiko Murayama. Die drei Bände erschienen am 30. Mai 2013 (ISBN 978-4-04-728918-5), 29. Juni 2013 (ISBN 978-4-04-728979-6) und 30. September 2013 (ISBN 978-4-04-729098-3).

### Artbooks
Nitroplus veröffentlichte zudem auf der Comiket 84 (29.–31. Dezember 2012) das 32-seitige Artbook Suisei no Gargantia: First Fan Book (翠星のガルガンティア ファーストファンブック) mit den Entwurfs-Illustrationen von Hanaharu Naruko.
Eine ausführliche Sammlung in drei Bänden von Skizzen und Illustrationen unter dem Titel Suisei no Gargantia: Progress Files (翠星のガルガンティア PROGRESS FILES) wurde am 20. November 2013 (ISBN 978-4-89457-105-1) bei Bandai Visual veröffentlicht. Der erste Band mit etwa 400 Seiten im Format B4 enthält Illustrationen zu den Figuren, der zweite Band mit der dergleichen Seitenanzahl Illustrationen zu den Maschinen und Hintergrundgrafiken, und der dritte Band mit etwa 300 Seiten im Format B5 die Szenariografiken und das Drehbuch aller 15 Folgen.
Am 22. Januar 2014 erschien bei Ichijinsha das 190-seitige Artbook Suisei no Gargantia: World Creation (翠星のガルガンティア　ワールドクリエイション, Suisei no Garugantia: Wārudo Kurieishon; ISBN 978-4-7580-1351-2) als Making-of des Animes.